# پارک سو جین
پارک سو-جین (کره‌ای: 박수진؛ زادهٔ ۲۷ نوامبر ۱۹۸۵) بازیگر، خواننده و مدل اهل کره جنوبی است. او عضو گروه دخترانهٔ کی-پاپ به نام «شوگر» بین سال‌های ۲۰۰۱ تا ۲۰۰۶ بوده‌است و پس از آن در سال ۲۰۰۷ وارد حرفهٔ بازیگری شد. پارک همچنین میزبانی برنامهٔ جادهٔ خوشمزه در یک شبکهٔ بر عهده داشت که دربارهٔ رستوران‌های مد روز سئول است.

## زندگی شخصی
پارک سو جین در ۲۷ ژوئیه ۲۰۱۵، با بازیگر و رئیس کی‌ایست، به یونگ-جون، در هتل واکرهیل گرند شرایتون ازدواج کرد. آنها نامزدی خود را در مه ۲۰۱۵ اعلام کرده بودند. فرزند اول این زوج که یک پسر بود، در ۲۳ اکتبر ۲۰۱۶ به دنیا آمد. در اوت ۲۰۱۷، مشخص شد که پارک در مراحل اولیهٔ بارداری فرزند دوم خود است. پارک در ۱۰ آوریل ۲۰۱۸، یک دختر به دنیا آورد.

## فیلم‌شناسی

### مجموعه‌های تلویزیونی
| سال  | عنوان                     | نقش              | شبکه    |
| ---- | ------------------------- | ---------------- | ------- |
| ۲۰۰۷ | کارل رو بگیر! اوه سوجونگ  | جوانی اوه سوجونگ | اس‌بی‌اس  |
| ۲۰۰۷ | شیطان که شراب قرمز می‌ریزد | آن چون-سا        | ام‌بی‌سی  |
| ۲۰۰۸ | هنر فریبندگی              | هی-جین           | اوسی‌ان  |
| ۲۰۰۸ | پایان شاد ما              | هیون-جی          | ام‌بی‌سی  |
| ۲۰۰۹ | پسران فراتر از گل‌ها       | چا اون-جه        | کی‌بی‌اس۲ |
| ۲۰۰۹ | ملکه سئوندوک              | جوانی مایا       | ام‌بی‌سی  |
| ۲۰۰۹ | هزاران بار دوستت دارم     | اوه نان-جونگ     | اس‌بی‌اس  |
| ۲۰۱۰ | دوست‌دختر من یک گومیهو است | اون هه-جین       | اس‌بی‌اس  |
| ۲۰۱۱ | درام ویژه «کارخانه کوپید» | شی-یون           | کی‌بی‌اس۲ |
| ۲۰۱۱ | فروشگاه سبزیجات مجرد      | جونگ دان-بی      | چنل ای  |
| ۲۰۱۲ | خانواده جدید              | سونگ سو-جین      | کی‌بی‌اس۲ |
| ۲۰۱۲ | خاکسپاری طبیعی            | جی-هیو           | ام‌بی‌ان  |
| ۲۰۱۳ | بچه‌های کیوت من            | چا دو-هی         | تی‌وی‌ان  |
| ۲۰۱۳ | تیغه و گلبرگ              | مو-سول           | کی‌بی‌اس۲ |

### فیلم
| سال  | عنوان          | نقش         | توضیحات    |
| ---- | -------------- | ----------- | ---------- |
| ۲۰۰۹ | جستجو برای فیل | جی-نا       |            |
| ۲۰۱۲ | سوپراستار      | سو-جین      |            |
| ۲۰۱۲ | خاکسپاری طبیعی | جی-هیو      |            |
| ۲۰۱۳ | یک روز کامل    | یو-جین      | فیلم کوتاه |
| ۲۰۱۳ | ۴۸ متر         | هان اون-اوک |            |

### ورایتی شو
| سال        | عنوان                                | شبکه        | توضیحات |
| ---------- | ------------------------------------ | ----------- | ------- |
| ۲۰۱۰–اکنون | جادهٔ خوشمزه (Tasty Road)             | اولایو تی‌وی | مجری    |
| ۲۰۱۳       | جادهٔ زیبایی ستاره (Satr Beauty Road) | اس‌بی‌اس      | [ ۱۹ ]  |

### موزیک ویدئوها
| سال  | نام ترانه                                                         | آرتیست(ها)  | همکار             |
| ---- | ----------------------------------------------------------------- | ----------- | ----------------- |
| ۲۰۱۰ | «خداحافظ عشقم» (Goodbye My Love)                                  | جی. ریچ     | یو-نو یونهو       |
| ۲۰۱۴ | «ری؛ کد اپیزود ۵ - من عاشق شدم» (Re;code Episode 5 - I'm in Love) | آیلی، 2LSON | سو کانگ-جون، Dave |